# Sophronica nigromaculipennis
Sophronica nigromaculipennis là một loài bọ cánh cứng trong họ Cerambycidae.